# Base Amundsen-Scott
La base permanente Amundsen-Scott South Pole Station è un sito di ricerca che sorge al Polo sud geografico; il suo nome è in omaggio agli esploratori Roald Amundsen e Robert Falcon Scott.

## Storia
Realizzata dagli statunitensi in seguito all'operazione Deep Freeze I in occasione dell'Anno geofisico internazionale, cominciò a operare il 9 gennaio 1957 con il supporto del Programma Antartico degli Stati Uniti d'America e la sua attività non ha mai subito interruzioni.
Il primo nucleo di edifici, atti a ospitare i 18 membri che per primi trascorsero l'inverno al Polo Sud, nel 1975 fu sostituito da una cupola geodetica chiamata Dome, una struttura d'acciaio di 50 m di diametro e 16 m di altezza, dismessa nel 2003, anno di completamento dei nuovi edifici rialzati rispetto alla superficie glaciale. L'archivio di cui dispone Amundsen-Scott (mezzo secolo di osservazioni meteorologiche continue) è il più importante e completo riguardante il clima del Plateau Antartico.
Nel 2007 vi è stato installato il South Pole Telescope, un radiotelescopio di 10 metri di diametro usato per studiare le microonde e le onde millimetriche tra 70 e 300 GHz.
Dal 1957 al 2007 sono state 1 188 le persone che, a vario titolo, hanno trascorso la stagione invernale australe nella base del Polo Sud.

## Clima

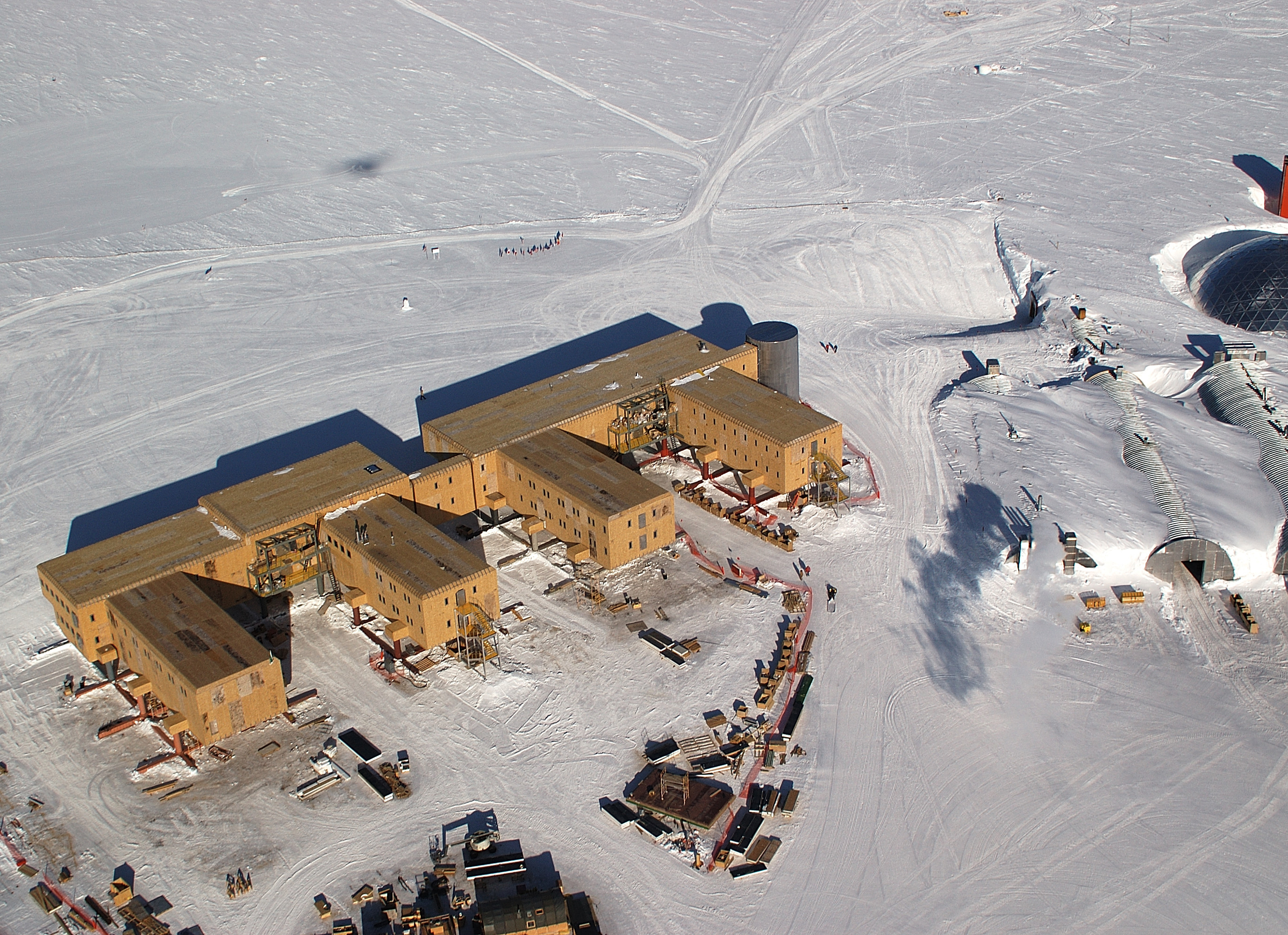
Veduta aerea della base (2005). Accanto al nuovo complesso di edifici rialzati (2003) è visibile parzialmente la cupola geodetica della precedente stazione (la struttura è stata smantellata nel gennaio 2010).

Ad Amundsen-Scott il sole sorge solo all'equinozio di settembre e tramonta solo a quello di marzo, raggiungendo la massima altezza sull'orizzonte durante il solstizio di dicembre (vedi sole di mezzanotte); la conseguente notte polare inizia quindi all'equinozio di marzo a dura fino a quello di settembre, culminando al solstizio di giugno.
La temperatura media annua (1957-2006) è di −49,5 °C (deviazione standard: 0,7 °C); il mese più caldo è dicembre (−28,0 °C), il più freddo luglio (−60,1 °C). Com'è tipico del clima antartico, il semestre aprile-settembre al Polo Sud accentua i suoi caratteri di Kernlose winter, come si può cogliere dal catalogo delle temperature medie mensili. Gli estremi termici vanno da −12,3 °C (25 dicembre 2011) a −82,8 °C (23 giugno 1982). L'evoluzione climatica su base decennale è stata la seguente (media annua):
- 1957-66 −49,29 °C
- 1967-76 −49,36 °C
- 1977-86 −49,38 °C
- 1987-96 −49,56 °C
- 1997-06 −49,70 °C

La discesa appare costante ed è stata particolarmente marcata nel decennio 1992-2001 (−50,01 °C); a partire dal 2002, però, si è assistito a una tendenza al riscaldamento (gli anni storicamente più caldi sono stati il 2002 con −48,0 °C e il 2005 con −48,1 °C), interrottasi nel 2006. Scomponendo l'archivio 1957-2007 delle temperature medie annue in classi di ricorrenza, si ottengono le seguenti frequenze:

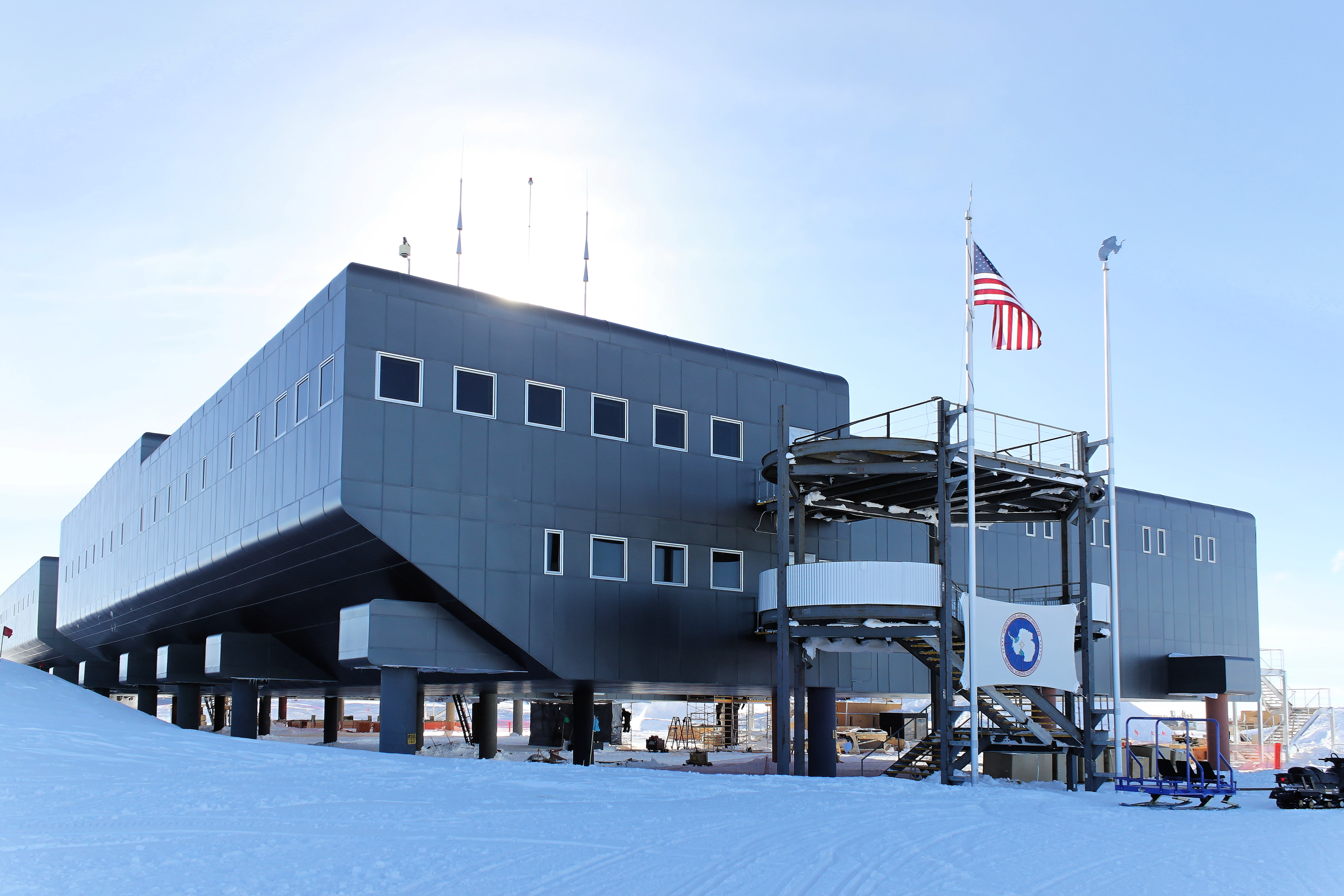
Uno dei due ingressi principali (2009)

- 3 sopra −48,5 °C (5,9%)
- 7 da −48,5 °C a −48,8 °C (13,7%)
- 8 da −48,9 °C a −49,2 °C (15,7%)
- 16 da −49,3 °C a −49,6 °C (31,4%)
- 7 da −49,7 °C a −50,0 °C (13,7%)
- 6 da −50,1 °C a −50,4 °C (11,8%)
- 4 sotto −50,4 °C (7,8%)

### La variabilità interannuale
In tema evolutivo, appare particolarmente interessante considerare le classi di ricorrenza dei secondi 25 anni (1982-2006)
- 3 sopra −48,5 °C (12%)
- 1 da −48,5 °C a −48,8 °C (4%)
- 4 da −48,9 °C a −49,2 °C (16%)
- 4 da −49,3 °C a −49,6 °C (16%)
- 3 da −49,7 °C a −50,0 °C (12%)
- 6 da −50,1 °C a −50,4 °C (24%)
- 4 sotto −50,4 (16%)

Raddoppiano le frequenze estreme, tant'è che la deviazione standard passa da 0,39 °C (1957-81) a 0,84 °C (1982-2006): il che porta a concludere per un aumento della variabilità interannuale, probabile indizio d'una fase di cambiamento climatico, di cui resta per ora difficile stabilire il segno.

### La stagione estiva

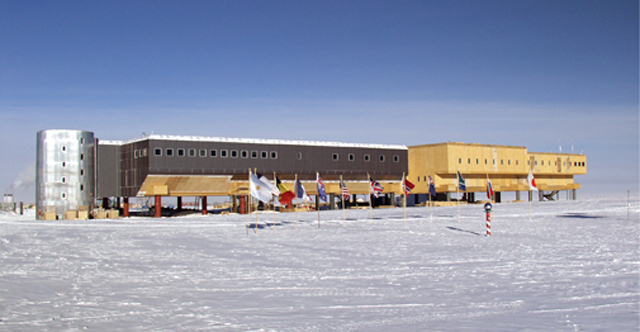
La base nel gennaio 2006. In primo piano, è visibile il "polo sud cerimoniale" circondato dalle bandiere dei 12 paesi originari firmatari del Trattato antartico.

Notava George Clarke Simpson, il meteorologo aggregato alla seconda spedizione Scott, che «deve essere considerata una delle meraviglie dell'Antartide il fatto che includa una vasta area della superficie terrestre in cui la temperatura media durante i mesi più caldi è di oltre 8° inferiore allo zero Fahrenheit (−22,2 °C)». Dal punto di vista termico, al Polo Sud i −20 °C rappresentano una sorta di limite superiore, che solo episodicamente, durante l'estate (dicembre e gennaio), viene scavalcato. Nell'archivio di Amundsen-Scott, non sono rare sequenze superiori ai mille giorni in cui la temperatura è sempre rimasta al di sotto, con un aumento di frequenza nel ventennio 1986-2006:
- 18 dicembre 1960 – 21 dicembre 1963 (1 099 giorni)
- 30 gennaio 1967 – 7 gennaio 1971 (1 439 giorni)
- 4 gennaio 1986 – 3 gennaio 1990 (1 461 giorni)
- 14 gennaio 1993 – 8 gennaio 1996 (1 090 giorni)
- 22 gennaio 1999 – 4 gennaio 2002 (1 079 giorni)
- 16 gennaio 2002 – 27 dicembre 2004 (1 077 giorni)

### Gli estremi invernali
La cronologia del record del freddo al Polo Sud, escludendo i valori intermedi del 1957, è la seguente:
- 18 settembre 1957 −74,4 °C
- 19 agosto 1959 −77,8 °C
- 12 settembre 1959 −78,4 °C
- 13 settembre 1959 −78,9 °C
- 14 luglio 1963 −78,9 °C
- 21 luglio 1965 −80,7 °C
- 21 giugno 1982 −82,0 °C
- 22 giugno 1982 −82,2 °C
- 23 giugno 1982 −82,8 °C

## Logistica e identificativi
Il terzo rifacimento di Amundsen-Scott, costato 153 milioni di dollari, ha dislocato il personale in due edifici. La base fa parte della rete dell'Organizzazione Meteorologica Mondiale: il codice identificativo è 89009; nella rete dell'International Civil Aviation Organization è identificata come NZSP.